# Afrodita, el jardín de los perfumes
Afrodita, el jardín de los perfumes es una película coproducción de Argentina y Malí dirigida por Pablo César sobre su propio guion que se estrenó el 15 de octubre de 1998 y que tuvo como actores principales a  Issa Coulibaly y Alejandro Da Silva.

## Sinopsis
La historia de Afrodita desde su nacimiento y su relación con los otros dioses de la mitología griega.

## Reparto
Participaron del filme los siguientes intérpretes:
- Issa Coulibaly
- Alejandro Da Silva
- Karamoko Sinayoko
- Hama Maiga
- Guibi Ouedraogo
- Sacko Kante
- Fatoumata Coulibaly
- Fatoumata Yerle
- Rokia Daiwara
- Yiriba Coulibaly

## Comentarios
Diego Batlle en La Nación opinó:

«Resulta muy difícil no abordar esta película desde la irritación, la burla o el improperio fácil…bajo el velo de una obra culta y ambiciosa, no es más que un producto tan exótico como soporífero y descartable.»

Manrupe y Portela escriben:

«Esta improbable coproducción con Mali además de ser un vano intento de trasladar la Teogonía  de Hesíodo, convierte a su director en aquel que llegó más lejos (geográficamente) buscando inversionistas. Antes había filmado en Túnez y en India.»